# Bloodbath
Bloodbath es un supergrupo sueco de death metal proveniente de Estocolmo, formado en el 1998. Con un logo y un sonido único, estos músicos crearon el EP de tres canciones llamado Breeding Death en el 2000, con el vocalista Mikael Åkerfeldt (Opeth), el baterista Dan Swanö (Edge of Sanity, Nightingale, y más), el guitarrista Anders "Blakkheim" Nyström (Katatonia, Diabolical Masquerade), y el bajista Jonas Renkse (Katatonia, October Tide). Influenciados por la buena respuesta de sus fans, la banda decidió hacer un lanzamiento completo. Dos años después, Bloodbath debutó con el álbum Resurrection Through Carnage.
En el 2004 Mikael Åkerfeldt dejó Bloodbath para poder dedicar más tiempo a Opeth, su banda principal. Para reemplazarlo, Bloodbath trajo al conocido Peter Tägtgren (Hypocrisy). La alineación de la banda cambió después cuando Dan Swanö pasó a tocar la guitarra en lugar de la batería. Martin Axenrot (Witchery, Satanic Slaughter, Opeth) tomó su lugar y la banda pasó a ser más grande y más en serio; ya no funcionando como un proyecto alterno. El segundo lanzamiento de la banda, Nightmares Made Flesh, se lanzó en Europa el 27 de septiembre de 2004.
En febrero de 2005, el nuevo vocalista Peter Tägtgren dejó la banda por "horarios conflictivos". El mismo año, Mikael Åkerfeldt volvió a la banda para una sola presentación en vivo en el Germany's Wacken Open Air Festival el 5 de agosto. Antes de la presentación, la banda comentó que Wacken podría "no solo ser el primer, si no también el último concierto de Bloodbath" (con Mikael Åkerfeldt en las voces). Así que en septiembre de 2005, Bloodbath comenzó la búsqueda de un nuevo vocalista.
El 2 de agosto de 2006, Swanö dejaría la banda porque "sus servicios ya no son requeridos" al no poder hacer giras con la banda.
Afortunadamente, en 2008 retomaron su carrera por donde la habían dejado, reemplazando a Swanö por Per 'Sodomizer' Eriksson (21 Lucifers, Genocrush Ferox) a las guitarras. Con este nuevo militante entre sus filas anunciaron la salida de un inminente álbum: "The Fathomless Mastery". La crítica lo puso por las nubes y la banda se encuentra en constante ascenso, habiendo confirmado ya su cuarto y quinto Show en toda su historia.
En 14 de abril de 2012, Anders "Blakkheim" Nyström anunció que Mikael Åkerfeldt oficialmente dejaba Bloobdath por segunda vez. Según Mikael, nunca sintió que era un proyecto serio para él y era algo que solo hacía por diversión, y puesto que los miembros de la banda quieren llevar la banda a otro nivel, él ha decidido partir por un camino diferente ya que, según él, está muy ocupado. Si bien se dijo eso oficialmente, también se piensa que el principal motivo de su ida fue su voz, ya que sus growls se vieron muy afectados en sus últimos años de carrera y no puede ejecutarlos como anteriormente lo hacía.
En múltiples entrevistas, Anders "Blakkheim" Nyström dijo que ya tienen un cantante nuevo, pero no pueden revelar la identidad debido a la falta del contrato. Cuando en una de las entrevistas se le preguntó si el cantante es conocido o no, el respondió ¡Oh, él es una leyenda!.
El 16 de septiembre de 2014 se revela en la revista Metalhammer la identidad del nuevo frontman de la banda, el vocalista de la banda británica Paradise Lost, Nick Holmes. También anunciaron que el grupo lanzaría un nuevo álbum de estudio mediante la discográfica Peaceville Records, que se llamó Grand Morbid Funeral, lanzado el 17 de noviembre de 2014. El álbum tuvo apariciones especiales de Eric Cutler y Chris Reifert de la banda de death metal Autopsy. Tuvo críticas en su mayoría positivas, aunque el público estaba un tanto dividido, algunos criticaban la falta de potencia y brutalidad de Holmes a comparación de Åkerfeldt, pero a otros les gustaba el tono más siniestro y oscuro que éste aportaba al sonido de la banda. A partir de aquí la banda no se limitaría y organizaría conciertos de forma más recurrente y menos limitada, al ser un proyecto más serio.
En una entrevista de 2017 con Metal Wani, el líder, Nick Holmes, declaró que la banda ingresaba al estudio a fines de enero del 2018 para grabar el seguimiento de Grand Morbid Funeral. El proceso de grabación concluyó oficialmente el 23 de julio de 2018 y el 17 de agosto de 2018, la banda confirmó The Arrow of Satan Is Drawn como título de su nuevo álbum. Presentando al guitarrista Joakim Karlsson. El disco sería lanzado el 26 de octubre por Peaceville Records. Un video con la letra del primer sencillo del álbum "Bloodicide", que presenta a Jeff Walker de Carcass, John Walker de Cancer y Karl Willetts de Memoriam y anteriormente de Bolt Thrower, estuvo disponible para su transmisión el 13 de septiembre de ese año, y el 18 de octubre, la banda lanzó un video musical para la canción "Chainsaw Lullaby".
Ya en el año 2022, el 29 de junio, la banda lanza el sencillo "Zombie Inferno" y el vídeo de la canción, así anunciando de paso el sexto álbum de estudio de Bloodbath, llamado Survival Of The Sickest. El 11 de agosto saldría otro vídeo, correspondiente a la canción "Carved", y el 7 de septiembre el vídeo y sencillo de la canción "No God Before Me". Dos días después el LP saldría en formatos digitales y de forma física como vinilo, Casete y CD, aparte de una edición especial "Brilla en la oscuridad" de vinilo. El álbum ha recibido críticas en su mayoría favorables, esta vez por ambas partes, tanto de los fans como de la crítica al regresar a ese estilo que pagaba tributo a las bandas clásicas de la vieja escuela del death metal, como Morbid Angel en la canción "No God Before Me".

## Formación
- Nick Holmes - Voz (2014-presente)
- Anders "Blakkeim" Nyström - Guitarra (1998 - presente)
- Joakim "Joakim" Karlsson - Guitarra (2018 - presente)
- Jonas "Lord Seth" Renkse - Bajo (1998 - presente)
- Martin "Axe" Axenrot - Batería (2004-presente)

### Antiguos miembros
- Mikael Åkerfeldt - Voz (2000 - 2004, 2005, 2007 - 2012)
- Peter Tägtgren - Voz (2004 - 2005)
- Dan Swanö - Batería (1998 - 2004); Guitarra (2004 - 2006)
- Per Eriksson - Guitarra (2007 - 2018)

## Discografía
- Breeding Death (EP, 1999)
- Resurrection Through Carnage (2002)
- Nightmares Made Flesh (2004)
- Unblessing the Purity (EP, 2008)
- The Wacken Carnage (live CD & DVD) (2008)
- The Fathomless Mastery (2008)
- Bloodbath Over Bloodstock (2011)
- Grand Morbid Funeral (2014)
- The Arrow of Satan Is Drawn (2018)
- "Survival of the Sickest" (2022)